# 无锡洞虚宫
31°34′46″N 120°17′49″E / 31.57955°N 120.29698°E
洞虚宫，是位于中国江苏省无锡市梁溪区的一个道教宫观，与佛教庙宇崇安寺毗邻。

## 历史
洞虚宫最初名青元宫，创建于南梁大同二年（536年），位于东乡胶山，后荒废；约在北宋大中祥符三年（1010年）重建于城中心崇安寺左侧，更名洞虚宫。在北宋庆历年间（1041年-1048年）、元朝至元年间（1271年-1294年）和明朝万历年间（1573年-1620年），曾经三度毁于火灾，又在宋嘉祐初年、明洪武二年（1369年）和万历年间三度重建。这时洞虚宫拥有三清、玉皇、雷尊、七元、真武、三官六殿，后又复增太乙、生长两殿及魁星、玄都、涵碧、吟仙等数座楼阁；清康熙三十二年（1693年），蔡贞女建左侧诸天殿；乾隆九年（1744年），邹文锦建右侧诸天殿。
清咸丰十年（1860年），李秀成率太平军东征，洞虚宫全宫被毁。同治十三年（1874年），重建三清、灵宫、火神、雷尊（即阿炳故居）、长生和祖师六殿。光绪二年（1876年），道士秦瑞芳重建玉皇殿。
1949年以后，洞虚宫曾辟作“少年之家”。1984年，洞虚宫纳入城中公园范围，无锡市园林局按原样进行了修复。1988年10月辟为无锡革命陈列馆。1986年，玉皇殿及古井被列为无锡市文物保护单位。